# Последний день лета (фильм, 1958)
«Последний день лета» (пол. Ostatni dzień lata) — польская романтическая кинодрама режиссёра Тадеуша Конвицкого по его же сценарию, снятая в 1958 году. В нём сыграли Ян Махульский и Ирена Лясковская.

## Сюжет
Действие фильма происходит в последний день лета на пустынном балтийском пляже. Героев всего двое, молодой мужчина и зрелая женщина; они одиноки, за их плечами травмирующие воспоминания о войне. Только накануне отъезда мужчина решается подойти к женщине, за которой наблюдал в течение всего отдыха.

## В ролях
- Ян Махульский
- Ирена Лясковская

## Оценки
«Последний день лета» стал дебютной картиной Тадеуша Конвицкого — к 1958 году известного писателя и литературного консультанта студии «Кадр Фильм» Он был снят за скромную сумму в 10 000 злотых с участием всего двух актёров. В Польше картину приняли довольно холодно, но зато она получила главный приз Венецианского кинофестиваля в номинации документальных и короткометражных фильмов и Гран-при за экспериментальный фильм Брюссельского международного фестиваля. Позже польские критики пересмотрели своё отношение к фильму. В 1974 году он получил Премию любителей кино Samowar как лучший фильм к 30-летию Польской Народной Республики, а в целом работы Конвицкого стали частью канона польского кино.
По мнению Ч. А. Милвертона из американского журнала Film Quarterly, «Последний день лета» «вообще не шедевр, но это самый выдающийся художественный фильм польской киношколы, вышедший на экраны» в США. Пол Рота в рецензии для британского журнала Sight & Sound назвал работу Конвицкого «законченным фильмом» с «экономией стиля и содержания и в то же время множеством существенных деталей». Польский теоретик и историк кино Тадеуш Любельский считал «Последний день лета» «авангардным фильмом новой волны». По мнению Анджея Яхимчика из Millenium Film Journal, «Последний день лета» — один из самых важных польских фильмов послеоктябрьской эпохи.
Американский режиссёр Мартин Скорсезе считал фильм одним из шедевров польского кинематографа и в 2014 году выбрал его для презентации в США и Канаде в рамках фестиваля польских фильмов Martin Scorsese Presents: Masterpieces of Polish Cinema.